# Шоуто на Шантавите рисунки
„Шоуто на Шантавите рисунки“ (на английски: The Looney Tunes Show) е американски анимационен ситком, продуциран от Warner Bros. Animation, който се излъчва от 3 май 2011 г. до 31 август 2014 г. в Cartoon Network. Сериалът се състои от два сезона, всеки от които съдържа 26 епизода, и включва герои от театралните анимационни късометражни филми „Шантави рисунки“ (Looney Tunes) и „Весели мелодии“ (Merrie Melodies), актуализирани за 21 век. От 2020 г. повторенията на шоуто могат да бъдат намерени в сестринския канал на Cartoon Network, Boomerang.
От дебюта си поредицата получи общо смесени отзиви от критици, които похвалиха озвучаващата актьорска игра, но критикуваха нейната посока, липса на клоунада, дизайн на персонажите и промени в личността на персонажите.

## Предпоставка
Сериалът се върти около съквартирантите Бъгс Бъни и Дафи Дък, живеещи в предградие на Лос Анджелис с „цветни съседи“ и други персонажи, включително Лола Бъни, Тина Русо, Порки Пиг, Фогхорн Легхорн, Елмър Фъд, Силвестър, Туити, Баба, Госамър, Йосемити Сам, Таз, Спийди Гонзалес, Марвин Марсианеца, Пийт Пумата и др. Сериалът съдържаше по-малко клоунада и по-малко визуални гафове, но вместо това беше по-ориентиран към възрастни и воден от диалог с любовни триъгълници, заетост и стая.

## Опаковани сегменти
Шоуто включва и два други сегмента, които обгръщат основния сюжет. Те се състоят от:
- „Весели мелодии“ (Merrie Melodies) – Приблизително две до четири минути музикални видеоклипове, представящи класически герои, пеещи чисто нови оригинални песни. Те се появяват по средата на повечето епизоди в първи сезон и в края на повечето епизоди във сезон 2 вместо късометражните епизоди на „Уили Койота и Бързоходеца“
- „Уили Койота и Бързоходеца“ (Wile E. Coyote and the Road Runner) – поредица от анимирани късометражни епизода, изобразяващи опитите на Уили Койота да хване Бързоходеца. Тези сегменти отпаднаха след първи сезон.

## Герои

### Главни герои
- Бъгс Бъни (озвучен от Джеф Бъргман) – е сив и бял мъжки заек, което живее в крайградски развлечения от горната средна класа, базирано на доходи от популярната морковна белачка, в която е изобретена от него. Бъгс живее в добре обзаведена къща, кара компактна кола и осигурява място и храна за най-добрия си приятел, Дафи Дък. Бъгс прекарва времето си в гледане на спорт по телевизията, излизане с приятели и съседи и излизане с Лола Бъни. Обикновено Бъгс играе ролята на прав човек при различните пристъпи на безумието на Дафи и Лола, въпреки че Бъгс не е без собствените си странности. Бъгс проявява донякъде натрапчиви и пристрастяващи тенденции, като да приема висок кофеин с кафе, да се пристрасти към енергийна напитка, в която има опасни химикали, почти да изравни собствената си къща във все по-безумен опит да сложи рафт и да се закачи храни, които съдържат масло. Въпреки че е интелигентен, Бъгс е показал известна степен на безразсъдство, като например, когато е намерил затвора „рай за интелигентни хора“ и е приел Тасманийския дявол за куче.
- Дафи Дък' (преведен като Патока Дафи, озвучен от Джеф Бъргман) – е мъжка черна патица, която е съквартирант и най-добър приятел на Бъгс Бъни. За разлика от Бъгс и техните съседи, Дафи е некомпетентен, непродуктивен пиявица и благодарен потребител, който няма начин да печели пари и разчита на Бъгс за храна и подслон. Той също така има недостижима висока поддръжка, тъй като изисква много повече от приятелите си, отколкото заслужава, и се възползва силно от лековерния Порки, другия му „най-добър приятел“. Неведнъж Дафи се опитва да забогатее бързо, но в крайна сметка се проваля многократно, както повечето злодеи от анимациите. Докато алчността на Дафи и ревността към Бъгс остава, тя изглежда по-малко антагонистична в шоуто. В първия епизод Бъгс открито признава, че Дафи е най-добрият му приятел, въпреки грешките му. Дафи е работил и е бил уволнен от много работни места поради небрежност или некомпетентност. Въпреки това, обаче, Дафи се показа като много опитен фризьор и успешно завърши училище за красота. Трите притежания на Дафи, с които Дафи се гордее, са синята му облегалка, бялата му яка, която Дафи винаги носи, и парадната му плувка от папие-маше, конструирана върху пикап, който е основното му транспортно средство. Дафи прилича на версията на Дафи на Чък Джоунс, в която това е предпоследният път от използването на тази версия, тъй като по-късните версии по-скоро приличат на оригиналната версия на персонажа на Текс Ейвъри с личността.
- Порки Пиг (преведен като Прасето Порки, озвучен от Боб Бъргън) – е мъжко прасе, което е едно от приятелите на Бъгс Бъни и Дафи Дък. Въпреки че е ярък и книжен, Порки има невинно, наивно качество, което Дафи често използва в своя полза, подвеждайки Порки да се раздели с големи суми пари или да го придружава в странни схеми. Пърки първоначално е работил скучна офис работа, но е уволнен по примера на Бъгс. След това Порки създаде собствена кетъринг компания. В „Скъпи Джон“ беше показано, че Порки е служил в градския съвет. Към края на сериала Порки започва връзка с Петуния в края на епизод от втори сезон, озаглавен Here Comes The Pig. В Best Friends Redux Дафи среща младия човек на Порки и гарантира, че Порки става добри приятели с Бъгс и Родни в каютата им, като накрая показва на Порки акт на доброта.
- Лола Бъни (озвучена от Кристен Уиг) – е кафява женска зайка, което е разпръсната, надута и обсесивно значима, което има навика да говори бързо, независимо дали някой друг слуша или не. Когато се срещат за първи път, Бъгс се влюбва в нея, но след като научава колко луда и раздразнена е Лола, Бъгс губи интерес и често се опитва да избяга от компанията си. Лола развива огромна мания за Бъгс Бъни, която Дафи първоначално намира за зловеща, но в по-късните епизоди Дафи и Лола стават приятели, тъй като нито един от тях не е много умен. Лола никога не се смущава от отговорите на Бъгс към поведението, които включват да го снимат под душа, да му се прокрадва късно през нощта и често да го дебне. По-късно в поредицата обаче Бъгс в крайна сметка се влюбва отново в Лола, което започна, когато отидоха в Париж в епизода „Историята с Айфеловата кула и благотворителния търг“ (Eligible Bachelors) и Бъгс успява да я спре да говори за известно време. Родителите й са членове на провинциалния клуб, а нейният баща толкова харесва Бъгс, че го смята за „Синът, който никога не съм имал“. Лола беше преработена както по външен вид, така и по личност, за да съответства на поредицата.
- Тина Русо (озвучена от Дженифър Еспозито в първи сезон и Ани Мумоло във втори) - е нова героиня, оригинална за шоуто, който е женска жълта патица и значимата друга част на Дафи. Тина работи в магазин за копия, наречен „Копирен център“ (Copy Place). Тина е друг прям герой на шоуто, с безсмислена личност. Тина първо започва да се среща с Дафи, защото „Тина харесва проекта“; Тина толерира неговото егоистично и арогантно поведение, тъй като Тина проявява проницателност, която й позволява да чете между редовете при първата им среща; Тина разбира, че Дафи всъщност е несигурен и ревнив и че суетното му отношение наистина е фронт. Дафи е изумен, че Тина работи толкова бързо и по-късно разкрива на Тина чрез имейл, че Дафи не може да повярва, че някой „толкова мила, красива, щедра и интелигентна“ би искал да бъде с някоя като него. След като прочете това, Тина е трогната и казва на Дафи, че го обича. Тина е базирана на Мелиса Дък от оригиналните театрални късометражни филми. Персонажът първоначално се наричаше Марисол Малард.
- Спиди Гонзалес (озвучен от Фред Армисен) – е изключително бърза мъжка мишка, която живее с Бъгс и Дафи като тяхна „мишка в стената“ и управлява пицария, наречена Пицариба. Спиди е един от по-ярките, по-главни герои, тъй като не се страхува да говори мнението си (дори понякога да се изправи срещу Бъгс, въпреки че живее безплатно под наем в мишката в неговата къща) и понякога показва, че действа като съвестта на Дафи. Епизодът Sunday Night Slice показа, че Бъгс е купил любимия си ресторант „Джирари“, за да предотврати затварянето му, и е наел Спиди, за да му помогне. Когато Бъгс говори на Спиди за факта, че вече не иска да притежава ресторант, самият Бъгс предава собствеността върху него на Спиди, като го преименува на „Пицариба“ като подарък на Спиди.
- Йосемити Сам (озвучен от Морис Ламарш) – е мъжки каубой, който е един от съседите на Бъгс и Дафи. Сам е лъжец, крадец и измамник, наред с други неща. Произхождайки от произход от по-ниска класа, Сам има тенденция да открадне притежанията на Бъгс, което кара Бъгс и Дафи да му се негодуват. Пълното му име беше разкрито като Самюел Розенбаум.

### Второстепенни герои
- Таз (озвучен от Джим Къмингс) – в този сериал, Тасманийският дявол е изобразен като ходещ на четири крака като истински мъжки тасманийски дявол и очите му са кървавочервени. Първоначално Бъгс вярваше, че Таз е куче, и го държеше като домашен любимец на име Пучи, за много неудобство на Дафи. В крайна сметка Бъгс научи истината и се опита да го върне в дома му в Тасмания, само за да разбере, че Таз предпочита да живее с него. Когато Таз не създава проблеми на Дафи, Таз понякога се опитва да изяде Силвестър. В епизода „Нелепо пътешествие“ (Ridiculous Journey), Таз говори за първи път в поредицата и се беше свързал със Силвестър и Туити, докато те избягваха от Блак Жак Шелак.
- Мак и Тош (озвучени от Роб Полсън и Джес Харнел) – са двама глупави мъжки гоферчета, които държат антикварен магазин. Показано е, че мразят да бъдат далеч един от друг.
- Пумата Пийт (озвучен от Джон Касир) – е мъжка пума, която е една от приятелите на Дафи Дък и върши различни дейности из града.
- Марвин Марсианеца (озвучен от Ерик Бауза) – е бивш чуждестранен студент от Марс, който е посещавал гимназията на Дафи. Марвин все още е самотен зубър с лазерен пистолет. Той е собственик на марсианското куче K-9 и на бързо произвеждащите се марсиански роби.
- Вещицата Леза (озвучена от Роз Райън) – е жена вещица, която живее в съседство с Бъгс Бъни и често се дразни от лудориите на Дафи. Вещицата Леза също е жена хипнотерапевт по занаят. Характерът е много подобен на Вещицата Хейзъл, като „Лезах“ е „Хейзъл“, която е написана назад.
- Госамър (озвучен от Куеси Боаки) – е голямо оранжево мъхесто чудовище, което е синът на вещицата Леза. В ярък контраст с предишните характери, Госамер е представен като плахо и добросърдечно младо момче с глас, който да съвпада.
- Ема Уебстър (или като Баба, озвучена от Джун Форей като възрастна, Стефани Къртни я озвучава като млада) – е стара дама, която е една от съседите на Бъгс Бъни. Разкрива се, че Баба е била шпионка на съюзниците през Втората световна война. В The Grand Old Duck of York се разкрива, че Баба преподава и уроци по пиано. Тази поредица отбеляза последното време, когато Форей предостави гласа на Баба преди смъртта й през 2017 г.
- Силвестър (озвучен от Джеф Бъргман) - мъжкият котарак на Баба, който винаги се опитва да погълне Туити, но винаги се проваля, когато Баба го хване и го напляска достатъчно, за да изплюе Туити.
- Туити (озвучен от Джеф Бъргман) – е мъжко жълто канарче на Баба, който често е тормозен от Силвестър. Туити се разкрива, че също е бил шпионин на съюзниците през Втората световна война по време на младостта на Баба.
- Фогхорн Легхорн (озвучен от Джеф Бъргман) – е богат, проницателен мъжки петел, който е работил на различни работни места. Фогхорн и Дафи се разбират много добре и често участват в различни схеми. Той е успешен предприемач, който никога не мрази Дафи и лесно му прощава. Той смята Дафи за син за него. Фогхорн също така взаимодейства с Бъгс и Роки на няколко пъти.
- Пепе ле Пю (озвучен от Рене Обержоноа в първи сезон, Джеф Бъргман във втори) – е френски мъжки скункс, който е местният Казанова. В епизода „Само за членове“ (Members Only) Пепе работи като организатор на сватби, когато Пепе планира сватбата на Бъгс и Лола в провинциалния клуб.
- Елмър Фъд (озвучен от Били Уест) – е местен новинар. Ролята му тук не е толкова забележителна, колкото беше в късните късометражни филми на „Шантави рисунки“, тъй като той от време на време прави само епизодични епизоди.
- Уили Койота и Бързоходеца (Бързоходеца е озвучен от Пол Джулиън чрез архивни записи, а Уили Койота не е озвучен) – е мъжки койот и мъжки бързоходец, които са показани в кратки компютърно анимирани сегменти в първи сезон. Те също правят малки роли през целия сериал. Забележително в Here Comes the Pig, когато Бъгс се губи в пустинята, той става свидетел на едно от преследванията на Бързоходеца и Уили, след което пита Уили за посоките към магистралата, след като се провали, след което решава да използва катапулта на Уили.

### Други герои
- Доктор Уайсбърг (озвучен от Гари Маршъл) – е мъжки лекар, в който Бъгс и другите герои често посещават. Външният му вид прилича на този на Д-р Ай. Кю. Хай от сериала „Дък Доджърс“.
- Уолтър Бъни (озвучен от Джон Хърли) – баща на Лола Бъни и съпруг на Патриша, който идолизира Бъгс. След това се появява, когато играят в тенис турнира на баща си. Подобно на повечето герои, той не харесва Дафи.
- Патриша Бъни (озвучена от Грей Делайл от първи сезон и Уенди Маклендън-Кови във втори) – майка на Лола и съпруг на Уолтър.
- Карол (озвучена от Грей Делайл) – е красива руса жена, която е асистент на Фогхорн Легхорн и шофьор на лимузина, която се опитва да даде разум на Фогхорн Легхорн, особено по отношение на неговото уважение и лоялност към Дафи, когото тя вижда като неприятности и презира.
- Ястреба Хенери (озвучен от Бен Фалконе) – е мъжки ястреб, който може да се насочва към пилетата.
- Костенурката Сесил (озвучен от Джим Раш) – е антагонистична мъжка костенурка, която преди е работила като представител за обслужване на клиенти за мъже в кабелната компания Trans-Visitron. Сесил също е измамник и враг на Бъгс Бъни.
- Франк Русо (озвучен от Денис Фарина) – е баща на Тина.
- Слопоук Родригез (озвучен от Хю Дейвидсън) – е братовчед на Спийди Гонзалес, който е главния шериф в Такапулко, Мексико.
- Хюго, Снежният човек (озвучен от Джон Димаджо) – мъжко йети (снежен човек), който живее в Аляска.
- Блак Жак Шелак (озвучен от Морис Ламарш) – канадски братовчед на Йосемити Сам.
- Трите мечки (озвучени от Морис Ламарш, Грей Делайл и Джон Димаджо) – са семейство от мечки, които се състои от Хенри Мечока, Мама Мечка и Мечо Младши.
- Бийки (озвучен от Джим Къмингс) – е мъжки мишелов, който спасява всеки в пустинята с балон с горещ въздух.
- Петуния Пиг (озвучена от Кати Миксън) – е розово женско прасе, с което Порки развива връзка, започвайки от „Тук идва прасето“ (Here Comes the Pig).
- Родни Заека (озвучен от Чък Дийзи) – е мъжки заек, който е най-добрия приятел от детството на Бъгс Бъни по време на летния лагер.

## Продукция
„Шоуто на Шантавите рисунки“ първоначално беше замислен като Looney Tunes Laff Riot, сериал, който е „верен на класиката“, имитиращ оригиналното изпълнение на късометражните филми на „Шантави рисунки“, беше обявен през юли 2009 г. от Warner Bros. Animation. Обаче беше бракуван, тъй като ръководителите не бяха впечатлени, много служители бяха съкратени и по-късно беше преосмислено в вдъхновеното от ситкома „Шоуто на Шантавите рисунки“, което прави премиера на 3 май 2011 г. в Cartoon Network. Шоуто включва нови дизайни на герои от базираната в Отава художничка Джесика Борутски, които първо са създадени за Looney Tunes Laff Riot, а по-късно са преосмислени за последния сериал. Пилотът на Laff Riot излезе на повърхността на 4 септември 2020 г.
Както е стандартно за повечето съвременни анимационни ситуационни комедии като „Семейство Симпсън“ (The Simpsons) и „Семейният тип“ (Family Guy), този няма песен за смях.
Анимацията е продуцирана от Yearim и Rough Draft Korea, заедно с Toon City Animation през първия сезон. Компютърно анимираните късометражни филми на „Уили Койота и Бързоходеца“ са произведени от Crew972.
На 29 юли 2014 г. беше обявено, че сериалът няма да бъде подновен за трети сезон. На 4 август 2015 г. излезе филм директно на видео, наречен „Шантави рисунки: Бягството на заека“ (Looney Tunes: Rabbits Run).

## Излъчване
„Шоуто на Шантавите рисунки“ за първи път е излъчен на 3 май 2011 г. и спира на 14 май 2014 г. по Cartoon Network. В Австралия, първите два сезона на сериала започнаха да се излъчват по 9Go! и канала Foxtel на Cartoon Network.
Сериалът се излъчва в Африка по Бумеранг Африка на 17 май 2011 г., в Франция по Бумеранг Франция, в Великобритания по Бумеранг Великобритания и на различни фуражи с Бумеранг в цяла Европа.
Сериалът прави премиера в САЩ по Cartoon Network. В Средния изток се излъчва по Cartoon Network Арабия и арабския канал MBC3.

## Домашна употреба
„Шоуто на Шантавите рисунки“ получи домашните видео издания за първи сезон. Епизодът от втори сезон „Супер заек“ (Super Rabbit) излезе като част от DVD изданието Looney Tunes: Parodies Collection на 4 февруари 2020 г.
| Сезон                                                                                                 | Сезон | Заглавие                          | Брой на епизодите | Дискове          | Дата на издаване |
| --- | ----- | --------------------------------- | ----------------- | ---------------- | ---------------- |
| | 1     | 3-Pack Fun: The Looney Tunes Show | 12                | 3                | 8 май 2012 г.    |
| Това преиздаване на три диска за първите три тома съдържа първите дванадесет епизода от първия сезон. | 1     |                                   |                   |                  |                  |
| There Goes the Neighborhood                                                                           | 1     | 14                                | 2                 | 7 август 2012 г. |                  |
| Това издание с два диска съдържа последните четиринадесет епизода от първия сезон.                    | 1     |                                   |                   |                  |                  |

Първият епизод беше пуснат в DVD изданието на „Шантави рисунки: Бягството на заека“ (Looney Tunes: Rabbits Run) като допълнителен материал.

## Рецензия

### Критичен отговор
Критичният отговор на „Шоуто на Шантавите рисунки“ е разнопосочен. Въпреки че гласовата игра получи похвала, сериалът беше критикуван заради режисурата и липсата на клоунада, както и дизайна и промените в личността на героите. Сериалът обаче остава постоянно популярен, като набира средно по 2 милиона зрители всеки епизод.
В интервю за CBC News през 2010 г. аниматорът на поредицата Джесика Боруцки заяви в отговор на критиките на феновете към новите дизайни на героите от поредицата, че оригиналните дизайни са предназначени за възрастни и че „е време е ново поколение да се срещне с героите.“ Боруцки каза, „свеж, нов дизайн е единственият начин да се запазят героите живи.“ Историкът на анимациите Крис Робинсън отбеляза също, че маркировката, която оригиналните герои имат върху феновете, е незаличима и че феновете не са възприемчиви да се промени. „Феновете просто наистина се привързват към тези неща“, каза Робинсън. „Толкова е силно вкоренено в детството им, че не могат да се разделят.“

## Награди и номинации
„Шоуто на Шантавите рисунки“ беше номиниран за три награди „Еми“ (Primetime Emmy Awards).

## „Шоуто на Шантавите Рисунки“ в България
В България сериалът започна на 5 януари 2012 г. по локалната версия на Cartoon Network, като новите епизоди се излъчват всеки четвъртък от 18:30 ч. От 5 септември 2012 г. всяка сряда от 18:30 ч. започват нови епизоди. Заглавието на сериала не е преведено, използва се оригиналното заглавие The Looney Tunes Show, макар че в онлайн конкурса на сериала се използва заглавието „Шоуто на Шантавите рисунки“.
На 6 септември 2014 г. до 2015 г. се излъчват повторения на целия сериал по bTV Comedy, а единствено втори сезон е излъчен по bTV.

### Синхронен дублаж
| Роля              | Изпълнител                                                   |
| ----------------- | ------------------------------------------------------------ |
| Бъгс Бъни         | Иван Велчев                                                  |
| Патока Дафи       | Петър Бонев                                                  |
| Таз               | Петър Бонев                                                  |
| Марвин Марсианеца | Петър Бонев                                                  |
| Лола Бъни         | Яна Огнянова                                                 |
| Тина Русо         | Яна Огнянова                                                 |
| Прасето Порки     | Живко Джуранов                                               |
| Къртикът Тош      | Живко Джуранов                                               |
| Спийди Гонзалес   | Георги Стоянов                                               |
| Уолтър Бъни       | Георги Стоянов                                               |
| Йосемити Сам      | Георги Спасов                                                |
| Силвестър         | Петър Калчев                                                 |
| Туити             | Татяна Етимова                                               |
| Баба              | Живка Донева                                                 |
| Патриша Бъни      | Живка Донева                                                 |
| Вещицата Леза     | Симона Нанова                                                |
| Къртикът Мак      | Явор Караиванов                                              |
| Джовани           | Иван Петков                                                  |
| Франк Русо        | Петър Върбанов                                               |
| Дядо Коледа       | Анатолий Божинов                                             |
| Други гласове     | Анатолий Божинов Василка Сугарева Лина Шишкова Стоян Цветков |

| Обработка                             | Александра Аудио                               |
| ------------------------------------- | ---------------------------------------------- |
| Изпълнителен продуцент                | Васил Новаков                                  |
| Преводачи                             | Милена Васкова Виолета Георгиева Явор Димитров |
| Тонрежисьор                           | Петър Костов                                   |
| Режисьор на дублажаМузикален режисьор | Десислава Софранова                            |